# Avdijivka
Avdijivka (Oekraïens: Авдіївка; Russisch: Авдеевка) is een stad in de Oekraïense oblast Donetsk, hemelsbreed ongeveer 13 km ten noorden van de hoofdplaats Donetsk en 586 km ten zuidoosten van de hoofdstad Kiev. Bij een schatting van 2021 telde de stad 31.940 inwoners.
Avdijivka lag binnen de geclaimde grenzen van de separatistische Volksrepubliek Donetsk, voor de annexatie door Rusland in september 2022 van de regio. Tijdens de oorlog in de Donbass werd Avdijivka een stad aan de frontlinie en in 2017 werd er een strijd geleverd. Tijdens de Russische invasie van Oekraïne in 2022 leidden zware gevechten ertoe dat Avdijivka grotendeels werd verwoest en het grootste deel van de bevolking vluchtte.
Sinds oktober 2023 is de strijd om Adijivka verhevigd. Om omsingeling te voorkomen en troepen te sparen trok het Oekraïense leger zich op 17 februari 2024 terug uit Avdijivka. De dag erna meldde het Russische leger volledige controle over de kapotgeschoten stad te hebben. Er verbleven toen nog zo'n 1000 inwoners in de stad.

## Bevolking
Op 1 januari 2021 telde Avdijivka naar schatting 31.940 inwoners. Het aantal inwoners vertoont al meerdere jaren een dalende trend: in 1989, kort voor het uiteenvallen van de Sovjet-Unie, had de stad nog 39.833 inwoners.
| 1897  | 1926  | 1939   | 1959   | 1970   | 1979   | 1989   | 2001   | 2005   | 2015   | 2019   | 2021   |
| ----- | ----- | ------ | ------ | ------ | ------ | ------ | ------ | ------ | ------ | ------ | ------ |
| 2.153 | 5.084 | 17.288 | 18.206 | 29.181 | 34.795 | 39.833 | 37.210 | 36.407 | 34.728 | 32.531 | 31.940 |

In 2001 bestond de stad etnisch gezien vooral uit Oekraïners (23.636 personen - 63,5%), gevolgd door een grote minderheid van 12.553 Russen (33,7%). Uitgezonderd van 343 Wit-Russen (0,9%) en 206 Grieken (0,6%) waren er geen andere vermeldenswaardige minderheden.
Alhoewel etnische Oekraïners de meerderheid van de bevolking vormen, is de meest gesproken moedertaal in de stad het Russisch (87,2%). Een grote minderheid sprak het Oekraïens (12,5%) als eerste taal, terwijl kleinere gemeenschappen het Armeens of het Wit-Russisch spraken.

## Geboren
- Oleksandr Filippov (1992) - voetballer